# Leonid Fjodorowitsch Golowanow
Leonid Fjodorowitsch Golowanow (* 1904 in Samara; † 1980) war ein sowjetischer Grafiker.
Golowanow ließ sich 1923 bis 1928 im Studio von Dmitri Kardowski in Moskau ausbilden. Ab 1929 nahm er an Ausstellungen teil. Für Moskauer Verlage schuf er Buchillustrationen. Von 1943 bis 1957 arbeitete er im Grekow-Studio.
Während des Zweiten Weltkriegs gestaltete er Propagandaplakate. Besonders populär wurden „Wir gehen bis nach Berlin“ (1944) und „Ruhm der Roten Armee!“ (1946). Golowanow entwarf zudem mehrere Serien von Briefmarken.